# Living Eyes (album des Bee Gees)
Pour les articles homonymes, voir Living Eyes.
Albums de Bee Gees
Bee Gees Greatest
(1979) Staying Alive
(1983)
Living Eyes est le seizième album studio des Bee Gees, sorti en 1981. C'est le dernier album du groupe sur le label RSO, et l'un des premiers albums parus au format CD, à des fins de démonstration en 1981, puis commercialement en 1983.

## Titres
Toutes les chansons sont de Barry, Robin et Maurice Gibb, sauf mention contraire.
1. Living Eyes – 4:16
2. He's a Liar – 4:00
3. Paradise – 4:18
4. Don't Fall in Love With Me – 4:18
5. Soldiers – 4:25
6. I Still Love You – 4:24
7. Wildflower – 4:23
8. Nothing Could Be Good (Barry Gibb, Robin Gibb, Maurice Gibb, Albhy Galuten) – 4:09
9. Cryin' Everyday – 4:01
10. Be Who You Are (Barry Gibb) – 6:38

## Musiciens
Bee Gees
- Barry Gibb : chant, guitare
- Robin Gibb : chant
- Maurice Gibb : chœurs, chant sur Wildflower, basse

Musiciens invités
- Don Felder : guitare
- Chuck Kirkpatrick : guitare
- George Terry : guitare
- Bob Glaub : basse
- Harold Cowart : basse
- Richard Tee : piano
- George Bitzer : piano
- Albhy Galuten (en) : synthétiseur
- David Wolinski : claviers
- Steve Gadd : batterie
- Jeff Porcaro : batterie
- Russ Kunkel : batterie
- Joe Galdo : batterie
- Ralph MacDonald : percussions
- The Boneroo Horns and Brass Sextet : cuivres